# 非格司亭
菲格司亭（INN:filgrastim），以Neupogen（有"惠爾血添"的譯名）等品牌名稱於市場上銷售，是一種用於治療嗜中性白血球低下的藥物。嗜中性白血球低下可能由個體感染愛滋病、於化學治療或放射線中毒之後，或是由不明原因所導致。藥物也可用於增加個體的白血球數量，以利於白血球分離術時進行收集之用。菲格司亭是一種白血球生長因子。
給藥方式有靜脈注射或是皮下注射。
使用後常見的副作用有發燒、咳嗽、胸痛、關節痛、嘔吐和脫髮。嚴重的副作用有脾臟破裂和過敏反應。目前尚不清楚個體於懷孕期間使用對胎兒是否安全。菲格司亭是透過基因工程技術生產，結構上模仿人體天然的顆粒性白血球集落刺激因子（G-CSF）。它的作用機制是刺激身體增加嗜中性白血球的生成。
菲格司亭於1991年在美國獲准用於醫療用途。它已名列世界衛生組織基本藥物標準清單之中。目前市面上已有菲格司亭的生物相似藥販售。

## 醫療用途
菲格司亭用於治療嗜中性白血球低下、急性骨髓性白血病、非骨髓性惡性腫瘤、先天性嗜中性白血球低下、週期性嗜中性白血球低下或原發性嗜中性白血球低下，以及受骨髓抑制劑量的放射線照射。此外，它也用於增加血液中的白血球數量，以便進行白血球分離術。
臨床上，對於因接受骨髓抑制性抗癌藥物治療而有顯著發熱性嗜中性白血球低下風險的非骨髓性惡性腫瘤患者，替波非格司亭（Tbo-filgrastim，為非格司亭的生物相似藥，商品名稱為Granix，通常以預充式注射器提供）可用於縮短其嚴重嗜中性白血球低下的病程。

## 副作用
重複給藥後，最常見的不良反應是輕微骨骼疼痛和注射部位局部皮膚反應。其他不良反應有嚴重過敏反應（如全身出皮疹、呼吸急促、喘鳴、頭暈、口部或眼周腫脹、心跳過速、出汗）、脾臟破裂（偶爾會致命）、肺泡出血、急性呼吸窘迫症候群及咳血。在鐮刀型紅血球疾病患者中，使用菲格司亭與嚴重的鐮刀型紅血球危象相關，甚至出現部分患者死亡的案例。
生長因子治療會促進骨髓製造更多血細胞，可能會在骨骼影像上顯示出暫時性的陽性反應（異常或預期之外的結果），因此，判讀骨骼影像時需將此點列入考慮。
G-CSF是一種集落刺激因子，研究顯示它在體內外對其他造血細胞的生成影響甚微。Neupogen（即菲格司亭），是重組甲硫醯人顆粒性白血球集落刺激因子（r-metHuG-CSF）的商品名稱。

## 社會與文化

### 生物相似藥
美國食品藥物管理局（FDA）於2015年批准山德士製藥的菲格司亭生物相似藥filgrastim-sndz（商品名稱Zarxio）。這是首個根據2009年生物製品價格競爭與創新法案（BPCI法案，屬於《患者保護與平價醫療法案》中的一個法案）而獲得批准的生物製藥。FDA特別指出Zarxio僅被認定為生物相似藥，並非可互換的產品。BPCI法案規定唯有被批准為"可互換"的生物製藥，才可在未經處方原藥廠的醫療人員同意下進行替換。FDA強調之所以會批准Zarxio，是建立在詳盡的證據審查基礎上，這些證據涵蓋結構和功能特性、動物實驗結果、人體藥物動力學和藥效學數據、臨床免疫原性數據以及其他臨床安全性與有效性數據，前述部分都證明Zarxio與Neupogen的生物相似性。
2018年 - filgrastim-aafi（Nivestym）在美國獲准使用。
2008年9月 - Ratiograstim、Tevagrastim、Biograstim和Filgrastim ratiopharm在歐盟獲准使用。Filgrastim ratiopharm於2011年7月撤回，Biograstim於2016年12月撤回。 
2009年2月 - Filgrastim Hexal和Zarzio在歐盟獲准使用。
2010年6月 - Nivestim在歐盟獲准使用。
2013年10月 - Grastofil在歐盟獲准使用。
2014年9月 - Accofil在歐盟獲准使用。
2016年 - Fraven獲得土耳其衛生部的批准使用。
2020年4月 - Nivestym於加拿大獲准用作醫療用途。
2021年10月 - Nypozi在加拿大獲准用作醫療用途。
2022年2月 - filgrastim-ayow（Releuko）在美國獲准醫療使用。
2024年6月 - filgrastim-txid（Nypozi）在美國獲准用作醫療用途。
2024年12月 - 歐洲藥品管理局人用醫藥產品委員會採納正面意見，建議授予藥品Zefylti上市許可，用於治療嗜中性白血球減少和動員周邊造血祖細胞。該藥品的申請人是CuraTeQ Biologics s.r.o.。Zefylti是一種生物相似性藥品。它與已在多個歐盟國家獲得授權的參考藥品Neupogen（filgrastim）有高度相似性。[Zefylti於2025年2月在歐盟獲准用於醫療用途。

## 經濟學
對於非格司亭剛上市不久，就有許多分析探討它在預防發燒性嗜中性白血球低下方面的成本效益。分析結果顯示，這種藥物是否划算，很大程度上取決於當時的臨床狀況以及支付醫療費用的方式。而在特定條件下，具有更長作用週期的培非格司亭可能展現出更高的成本效益。

## 延伸閱讀
- Blair HA, Scott LJ. . BioDrugs. April 2016, 30 (2): 153–60. PMID 27023705. S2CID 256368326. doi:10.1007/s40259-016-0172-7.
- Santoso B, van Boxtel CJ, Edwards RI (编). . New York: Wiley. 2001. ISBN 0-471-89927-5.